# Anales del Museo Nacional de Chile
Anales del Museo Nacional de Chile (abreviado Anales Mus. Nac. Santiago de Chile) fue una publicación científica  publicada por el Museo Nacional de Historia Natural de Chile.
La revista fue fundada en 1889 por el naturalista Rodolfo Amando Philippi, quien fuera director del dicho Museo durante 44 años.
La obra se dividió en tres secciones:
- La Primera Sección -- Zoología, no. 1-7, 1892-1894;
- La Segunda Sección -- Botánica, no. 8-11, 1891-1895;
- La Tercera Sección -- Mineralogía, no. 12a-15, 1896-1902, no. 16-18, 1903-1910